# Olasz U21-es labdarúgó-válogatott
Az Olasz U21-es labdarúgó-válogatott Olaszország 21 éven aluli labdarúgó-válogatottja, melyet az Olasz labdarúgó-szövetség irányít.
A csapat 1976-ban alakult meg. 1990 és 2004 között 5 aranyérmet szerzett a csapat, ezzel a legeredményesebb korosztályos válogatott.

## U23-as labdarúgó-Európa-bajnokság
A szabályok értelmében a bajnokság kezdetén a csapatban legfeljebb 21-éves, vagy az alatti korú labdarúgók szerepelhetnek, de mire a selejtezőtől egészen a döntőig eljut egy csapat, már lehetnek olyan játékosok akik betöltötték a 23. életévüket, ezért ez tulajdonképpen egy U23-as verseny.
- 1972: Nem jutott ki
- 1974: Negyeddöntő
- 1976: Nem jutott ki

## U21-es labdarúgó-Európa-bajnokság
- 1978: Negyeddöntő
- 1980: Negyeddöntő
- 1982: Negyeddöntő
- 1984: Elődöntő
- 1986: Ezüstérmes
- 1988: Negyeddöntő
- 1990: Elődöntő
- 1992: Aranyérmes
- 1994: Aranyérmes
- 1996: Aranyérmes
- 1998: Nem jutott ki
- 2000: Aranyérmes
- 2002: Elődöntő
- 2004: Aranyérmes
- 2006: Csoportkör
- 2007: Csoportkör
- 2009: Elődöntő
- 2011: Nem jutott ki
- 2013: Ezüstérmes
- 2015: Csoportkör
- 2017: Elődöntő
- 2019: Csoportkör
- 2021:

## Olimpiai szereplés
1992-óta szerepelnek ifik is az olimpián. Ezt megelőzően csak a felnőtt válogatott szerepelt a tornán. A csapat legjobb eredménye a 2004-es athéni bronzérem.
- 1992: 5. hely
- 1996: 12. hely
- 2000: 5. hely
- 2004: Bronzérmes
- 2008: 5. hely
- 2012: Nem jutott ki
- 2016: Nem jutott ki

## Mediterrán játékok
- 1993: 4. hely
- 1997: Aranyérmes

## Keret
Az olasz válogatott kerete az U21-es labdarúgó-Európa-bajnokság mérkőzéseire.

### Jelenlegi keret
A 2021. március 24-i állapotnak megfelelően.
| Szám | Poszt       | Név                 | Születési dátum (kor)          | Válogatottság | Gólok | Klub                              |
| ---- | ----------- | ------------------- | ------------------------------ | ------------- | ----- | --------------------------------- |
| 1    | kapus       | Alessandro Plizzari | 2000. március 12. (25 éves)    | 2             | 0     | ASD Reggio Calabria (kölcsönben)  |
| 12   | kapus       | Marco Carnesecchi   | 2000. július 1. (24 éves)      | 8             | 0     | US Cremonese (kölcsönben)         |
| 22   | kapus       | Michele Cerofolini  | 1999. január 4. (26 éves)      | 2             | 0     | AC Reggiana 1919 (kölcsönben)     |
|      |             |                     |                                |               |       |                                   |
| 2    | hátvéd      | Raoul Bellanova     | 2000. május 17. (24 éves)      | 3             | 0     | Delfino Pescara 1936 (kölcsönben) |
| 3    | hátvéd      | Gianluca Frabotta   | 1999. június 24. (25 éves)     | 2             | 0     | Juventus FC                       |
| 4    | hátvéd      | Matteo Gabbia       | 1999. október 21. (25 éves)    | 5             | 0     | AC Milan                          |
| 5    | hátvéd      | Riccardo Marchizza  | 1998. március 26. (26 éves)    | 7             | 1     | Spezia Calcio 1906 (kölcsönben)   |
| 6    | hátvéd      | Matteo Lovato       | 2000. február 14. (25 éves)    | 1             | 0     | Hellas Verona FC                  |
| 15   | hátvéd      | Enrico Del Prato    | 1999. november 10. (25 éves)   | 8             | 1     | ASD Reggio Calabria (kölcsönben)  |
| 16   | hátvéd      | Lorenzo Pirola      | 2002. február 20. (23 éves)    | 1             | 0     | AC Monza (kölcsönben)             |
| 17   | hátvéd      | Gabriele Zappa      | 1999. december 22. (25 éves)   | 1             | 0     | Cagliari Calcio (kölcsönben)      |
|      |             |                     |                                |               |       |                                   |
| 7    | középpályás | Davide Frattesi     | 1999. szeptember 22. (25 éves) | 6             | 2     | AC Monza (kölcsönben)             |
| 8    | középpályás | Sandro Tonali       | 2000. május 8. (24 éves)       | 6             | 0     | AC Milan (kölcsönben)             |
| 14   | középpályás | Nicolò Rovella      | 2001. december 4. (23 éves)    | 2             | 0     | Genoa CFC (kölcsönben)            |
| 18   | középpályás | Tommaso Pobega      | 1999. július 15. (25 éves)     | 2             | 2     | Spezia Calcio 1906 (kölcsönben)   |
| 19   | középpályás | Marco Sala          | 1999. június 4. (25 éves)      | 9             | 0     | SPAL (kölcsönben)                 |
| 21   | középpályás | Giulio Maggiore     | 1998. március 12. (27 éves)    | 5             | 0     | Spezia Calcio 1906                |
| 23   | középpályás | Samuele Ricci       | 2001. augusztus 21. (23 éves)  | 3             | 0     | FC Empoli                         |
|      |             |                     |                                |               |       |                                   |
| 9    | csatár      | Lorenzo Colombo     | 2002. március 8. (23 éves)     | 0             | 0     | US Cremonese (kölcsönben)         |
| 10   | csatár      | Patrick Cutrone     | 1998. január 3. (27 éves)      | 21            | 8     | Valencia CF                       |
| 11   | csatár      | Gianluca Scamacca   | 1999. január 1. (26 éves)      | 12            | 7     | Genoa CFC (kölcsönben)            |
| 20   | csatár      | Giacomo Raspadori   | 2000. február 18. (25 éves)    | 4             | 2     | US Sassuolo Calcio                |

## A csapat kapitányai
- 1959-1960:  Sandro Puppo
- 1976-1986:  Azeglio Vicini
- 1987-1996:  Cesare Maldini
- 1997-1997:  Rossano Giampaglia
- 1997-2000:  Marco Tardelli
- 2000-2006:  Claudio Gentile
- 2006-2010:  Pierluigi Casiraghi
- 2010–2012:  Ciro Ferrara
- 2012–2013:  Devis Mangia
- 2013-2018:  Luigi Di Biagio
- 2018-2018:  Alberico Evani
- 2018-2019:  Luigi Di Biagio
- 2020-2020:  Alberto Bollini
- 2019- :  Paolo Nicolato